# Nova Esperança do Sudoeste
Nova Esperança do Sudoeste este un oraș în Paraná (PR), Brazilia.